# Ripi
Ripi es una localidad y comune italiana de la provincia de Frosinone, región de Lacio, con 5.451 habitantes.

## Evolución demográfica
| Gráfica de evolución demográfica de Ripi entre 1861 y 2001 |
|                                                            |
| Fuente ISTAT - elaboración gráfica de Wikipedia            |